# Ona longitudinal

Propagació d'una ona.

Les ones longitudinals són ones en el qual el desplaçament del medi està en la mateixa direcció o en la direcció oposada a la direcció de desplaçament de l'ona.
Les ones longitudinals mecàniques també s'anomenen ones de compressió o ones de compressibilitat, ja que produeixen compressió i rarefacció quan viatja a través d'un mitjà, i les ones de pressió produeixen augments i disminucions en la pressió.
La figura il·lustra el cas d'una ona sonora. Si imaginem un focus puntual generador del so, els fronts d'ona (en roig) es desplacen allunyant-se del focus, transmetent el so a través del mitjà de propagació, per exemple aire.

D'altra banda, cada partícula d'un front d'ona qualsevol oscil·la en direcció de la propagació, inicialment és espentada en la direcció de propagació per efecte de l'increment de pressió provocat pel focus, retornant a la seva posició anterior per efecte de la disminució de pressió provocada pel seu desplaçament. D'aquesta manera, les consecutives capes d'aire (fronts) es van espentant unes a unes altres transmetent el so. 

Propagació d'una ona.

L'altre tipus principal d'ona és l'ona transversal, en què els desplaçaments a través del medi són en angle recte cap a la direcció de propagació. Algunes ones transversals són mecàniques, el que significa que l'ona necessita un mitjà per on viatjar. Les ones mecàniques transversals també es diuen "ones T" o "ones de tall".

## Exemples
S'inclou en el concepte d'ona longitudinal: les ones de so (vibracions en la pressió, desplaçament de partícules i velocitat de les partícules propagada en un medi elàstic) i les ones sísmiques de tipus P (creades pels terratrèmols i explosions). En les ones longitudinals, el desplaçament del medi és paral·lel a la propagació de l'ona. Una ona que es propaga en la llargària d'una molla (Slinky toy), on la distància entre els bucles augmenta i disminueix, n'és una bona visualització. Les ones de so en l'aire són ones de pressió longitudinals.

### Ones de so
En el cas de les ones de so longitudinals harmòniques, les relacions entre el desplaçament, el temps i la freqüència poden descriure’s amb la fórmula 
{\displaystyle y(x,t)=y_{0}cos(\omega (t-{\frac {x}{c}}))}
on:
- y representa el desplaçament del punt en l'ona de so en moviment;
- x representa la distància que aquest punt ha recorregut des de la font de l'ona;
- t  representa el temps transcorregut;
- y0 representa l'amplitud de les oscil·lacions,
- c representa la velocitat de l'ona; i
- ω  representa la freqüència angular de l'ona.

La quantitat x/c és el temps que triga l'ona a recórrer la distància x.
La freqüència ordinària de l'ona (f) és donada per:
{\displaystyle f={\frac {\omega }{2\pi }}}
La longitud d'ona, que es pot calcular com la relació entre la velocitat i la freqüència ordinària:
{\displaystyle \lambda ={\frac {c}{f}}}
és la distància entre dos punts consecutius al llarg de l'eix de la propagació que presenten la mateixa pressió
Per les ones de so, l'amplitud de l'ona és la diferència entre la pressió de l'aire que no ha estat alterat i la màxima pressió causada per l'ona.
La velocitat de propagació del so depèn del tipus, temperatura i composició del medi a través del qual es propaga.

### Ones de pressió
En un medi elàstic amb una determinada rigidesa, una oscil·lació harmònica d'una ona de pressió té la forma,
{\displaystyle y(x,t)=y_{0}cos(kx-\omega t+\varphi )}
on:
- y0 és l'amplitud del desplaçament,
- k és el nombre d'ona,
- x és la distància al llarg de l'axis de propagació,
- ω és la freqüència angular,
- t és el temps, i
- φ és la diferència de fase.

La força de restauració, que actua retornant el medi a la seva posició original, és donada pel mòdul de compressibilitat.

## Electromagnetisme
Les equacions de Maxwell porten a la predicció de les ones electromagnètiques en el buit, que són transversals (on els camps elèctrics i els camps magnètics varien perpendicularment en la direcció de propagació). No obstant això, les ones poden existir en plasmes o espais confinats, anomenades ones de plasma, que poden ser longitudinals, transversals, o una barreja de les duess. A més a més, les ones de plasma també poden existir en els camps magnètics que estiguin lliures de forces.
Als inicis del desenvolupament de l'electromagnetisme, hi havia alguns científics com Alexandru Proca (1897-1955), conegut pel desenvolupament de les equacions dels camps quàntics relatius que porten el seu nom (equacions de Proca) fins als massius.
En les últimes dècades alguns teòrics electromagnètiques estesos, com Jean-Pierre Vigier i Bo Lehnert de la Reial Societat Sueca, han utilitzat l'equació Proca en un intent de demostrar la massa del fotó com un component electromagnètic longitudinal de les equacions de Maxwell, el que suggereix que les ones electromagnètiques longitudinals podrien existir en un buit Dirac polaritzat.
Després de diversos intents d'Heaviside per generalitzar les equacions de Maxwell, Heaviside va arribar a la conclusió que les ones electromagnètiques no es troben en forma d'ones longitudinals a l' "espai lliure" o en mitjans homogenis. Però les equacions de Maxwell condueixen a l'aparició d'ones longitudinals en algunes circumstàncies, per exemple, en ones de plasma o en ones guiades. Diferent bàsicamente de les ones d' "espai lliure", com va estudiar Hertz en els seus experiments UHF, són les ones Zenneck. Els modes longitudinals d'una cavitat ressonant són els patrons d'ones estacionàries particulars formats per les ones confinades dins una cavitat. Aleshores, els modes longitudinals es corresponen a les longituds d'ona de l'ona que es reforcen per interferència constructiva després de molts reflexos de les superfícies reflectores de la cavitat.
Recentment, Haifeng Wang juntament amb altres científics ha proposat un mètode que pot generar una ona longitudinal electromagnètica (llum) en l'espai lliure, i aquesta ona es pot propagar sense divergències.